# Rocher de Montmélian
Le rocher de Montmélian est une colline de France située en Savoie, à l'entrée de la combe de Savoie et au pied de l'extrémité méridionale du massif des Bauges. Lieu d'implantation d'un ancien château, elle domine la ville de Montmélian située à ses pieds à l'est, au pied de la roche du Guet. L'Isère passe à ses pieds, au sud-est.
Ce crêt constituait un petit verrou glaciaire au cours des différentes glaciations lorsque le glacier de l'Isère recouvrait la région,. Au moment du retrait des glaciers, le rocher de Montmélian est intégré à une moraine latérale qui constitue depuis le coteau où se sont établis les villages de Montmélian, Francin et Les Marches.

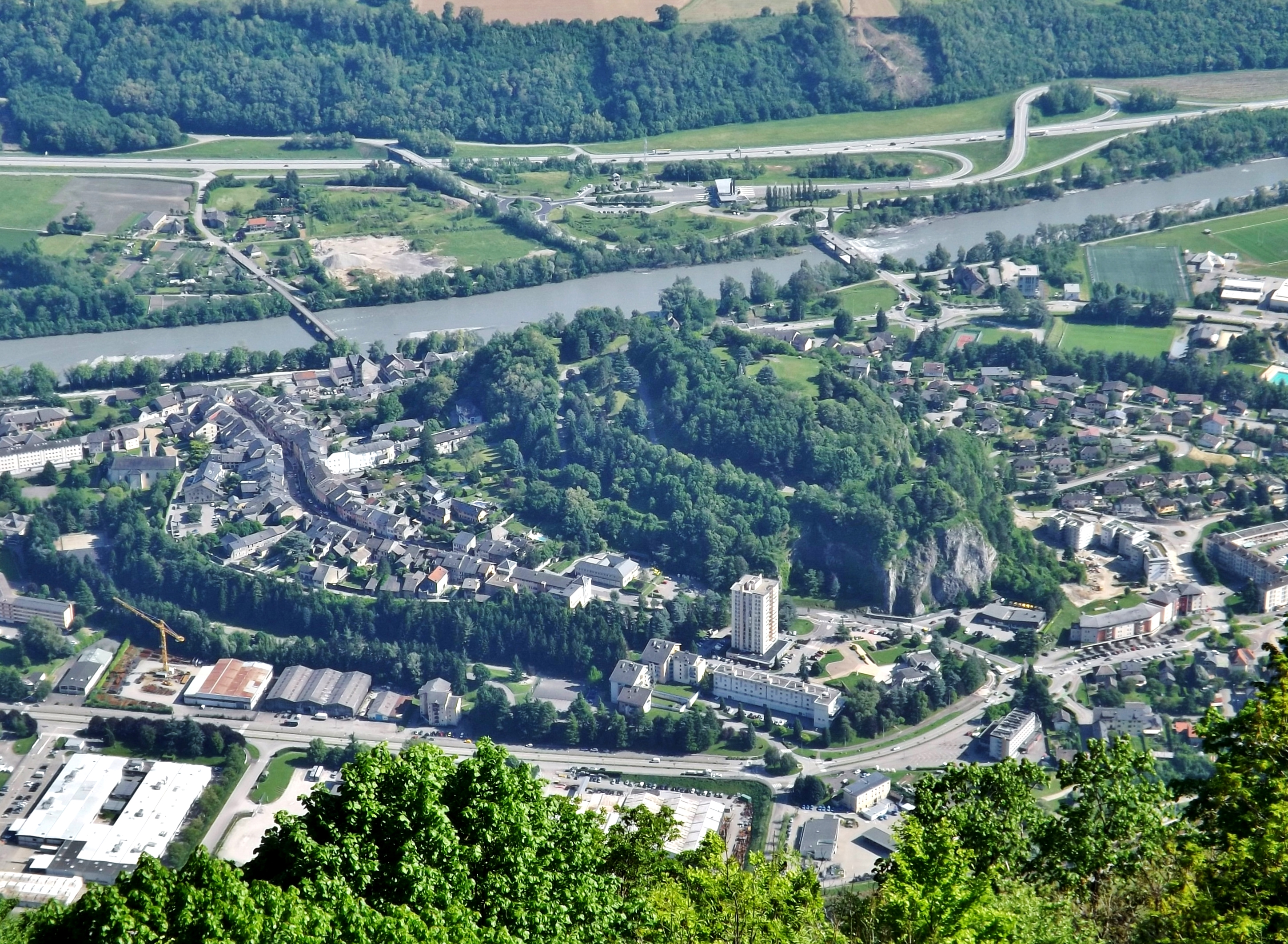
Vue de Montmélian depuis la roche du Guet avec le rocher de Montmélian à droite du centre-ville.